# Jekatierina Andriuszyna
Jekatierina Siergiejewna Andriuszyna, ros. Екатерина Сергеевна Андрюшина (ur. 17 sierpnia 1985 roku w Moskwie) – rosyjska piłkarka ręczna, reprezentantka Rosji, grająca na pozycji środkowej rozgrywającej. Obecnie występuje w drużynie Zwiezda Zwienigorod. Dwukrotnie zdobywała mistrzostwo świata w: 2007 we Francji i 2009 r. w Chinach. Podczas Igrzysk Olimpijskich 2008 w Pekinie zdobyła srebrny medal.
Została wyróżniona tytułem Zasłużonego Mistrza Sportu. 2 sierpnia 2009 r. odznaczona Orderem „Za zasługi dla Ojczyzny”y II klasy.

## Kluby
- Łucz Moskwa
- Zwiezda Zwienigorod

## Sukcesy

### Klubowe
- Mistrzostwo Rosji:  (2007)
- Puchar EHF:  (2007)
- Liga Mistrzyń:  (2008)

### Reprezentacyjne
- Mistrzostwo świata:  (2007, 2009)
- Mistrzostwo Europy:  (2006)
- Igrzyska olimpijskie:  (2008)

## Odznaczenia
- Odznaczona tytułem Zasłużonego Mistrza Sportu.
- Order „Za zasługi dla Ojczyzny” II klasy (2 sierpnia 2009) - za zdobycie wicemistrzostwa olimpijskiego w 2008 r. w Pekinie.